# James Nunnally
James William Nunnally (San José, California, 14 de julio de 1990) es un jugador de baloncesto estadounidense que pertenece a la plantilla del KK Partizan de la ABA League. Con 2,01 metros de estatura, juega en la posición de alero.

## Trayectoria deportiva

### Universidad
Jugó durante cuatro temporadas con los Gauchos de la Universidad de California, Santa Bárbara, en las que promedió 13,7 puntos, 5,1 rebotes y 2,0 asistencias  por partido. Fue elegido en 2010 y 2012 en el segundo mejor quinteto de la Big West Conference.

### Profesional
Tras no ser elegido en el Draft de la NBA de 2012, disputó la NBA Summer League con los Sacramento Kings, pero acabó fichando por el EK Kavala de la liga griega. Tras jugar únicamente tres partidos, regresó a su país donde fue elegdo en el Draft de la NBA Development League por los Bakersfield Jam. Allí jugó una temporada, en la que promedió 10,3 puntos y 3,0 rebotes por partido, siendo incluido en el tercer mejor quinteto de rookies de la liga.
En enero de 2014 firmó un contrato por diez días con los Atlanta Hawks, con los que disputó cuatro partidos en los que promedió 4,5 puntos y 2,0 rebotes. Regresó posteriormente a los Jam, y disputó el All-Star de la NBA D-League reemplazando a Chris Johnson.
El 20 de febrero de 2014 fue traspasado a los Texas Legends. El 27 de marzo firma un contrato de 10 días con los 76ers. Más tarde un segundo contrato de 10 días y finalmente uno hasta final de temporada.
[actualizar]
El 8 de agosto de 2018, firma un contrato de dos años con Minnesota Timberwolves. Pero el 7 de enero de 2019, tras 13 encuentros, es cortado por lo Wolves. El 16 de enero, firma un contrato de 10 días con Houston Rockets. El 27 de enero regresa a Europa al firmar con el AX Armani Exchange Olimpia Milan, de la Serie A italiana. El 12 de agosto deja el club de mutuo acuerdo.
El 12 de agosto de 2019 firma con los Shanghai Sharks de la CBA china.
Pero el 3 de enero de 2020, regresa al Fenerbahçe Beko turco.
El 12 de abril de 2021, vuelve a la NBA al firmar un contrato dual con los New Orleans Pelicans, con los que disputó 9 encuentros hasta final de temporada. El 1 de julio, firma por el Maccabi Tel Aviv Basketball Club de la Ligat Winner.
El 13 de julio de 2022 se hace oficial su fichaje por el KK Partizan de Serbia.

## Estadísticas de su carrera en la NBA

### Temporada regular
| Año     | Equipo       | PJ | PT | MPP  | %TC  | %3P  | %TL   | RPP | APP | ROB | TPP | PPP |
| ------- | ------------ | -- | -- | ---- | ---- | ---- | ----- | --- | --- | --- | --- | --- |
| 2013-14 | Atlanta      | 4  | 0  | 13.5 | .333 | .300 | .750  | 2.0 | .5  | .3  | .3  | 4.5 |
| 2013-14 | Philadelphia | 9  | 0  | 12.3 | .321 | .333 | .600  | 1.2 | .7  | .6  | .1  | 2.9 |
| 2018-19 | Minnesota    | 13 | 0  | 4.9  | .429 | .385 | 1.000 | .3  | .4  | .1  | .0  | 2.1 |
| 2018-19 | Houston      | 2  | 0  | 19.0 | .231 | .250 | –     | .5  | 1.0 | .0  | .0  | 4.5 |
| 2020-21 | New Orleans  | 9  | 0  | 5.3  | .385 | .333 | .500  | 1.0 | .3  | .0  | .0  | 1.7 |
| Total   | Total        | 37 | 0  | 8.5  | .344 | .323 | .733  | .9  | .5  | .2  | .1  | 2.6 |

## Vida personal
Nunnally es hijo de Deanna Johnson. Se casó con su mujer Jen, y tienen dos hijas, Jalyn Jade y Jordyn Grace, y un hijo James Jr.